# Миљан Павковић
Миљан Павковић (Зајечар, 20. април 1981) је бивши српски кошаркаш и садашњи трнер. Играо је на позицији плејмејкера. Тренутно је тренер Шенчура.

## Клупска каријера
Кошарком је почео да се бави у Младости из Зајечара кад је имао десет година, а потом је шест сезона носио дрес Здравља из Лесковца. У том клубу је стекао пуну афирмацију, где је са Слободаном Митићем представљао један од најбољих пик енд рол тандема у земљи. Њихова сарадња у пик енд рол игри често је упоређивана са тандемом Џон Стоктон – Карл Мелоун.
Након одласка из Здравља провео је једну и по сезону у дресу НИС Војводине. У августу 2005. је потписао двогодишњи уговор са екипом Будућности из Подгорице. Са њима је освојио прво црногорско првенство и куп у сезони 2006/07.
У јуну 2007. је потписао уговор са Хемофармом. Са њима је провео наредне четири сезоне. Често је са Вршчанима стизао до финала домаћих такмичења, али није успео да освоји ниједан трофеј са њима. У сезони 2010/11. био је најбољи асистент Јадранске лиге.
У лето 2011. је потписао уговор са Радничким из Крагујевца. У Раднички га је довео тренер Мирослав Николић са којим је већ сарађивао у Хемофарму. Био је један од најбољих играча тима и чинио је сјајан тандем са Американцем Сајмоном. Био је незаменљив и на доста утакмица је провео свих 40 минута на паркету.
За сезону 2012/13. је потписао уговор са екипом Нимбурка. Са њима је одиграо на личном плану једну од најслабијих сезона у каријери, али је успео да освоји чешко првенство и куп.
Сезону 2013/14. је започео у Игокеи. Међутим, није успео да се наметне, па је већ средином новембра 2013. добио отказ. Касније тог месеца потписао је за Стеауу из Букурешта и у њој провео остатак сезоне. За сезону 2014/15. је потписао уговор са екипом Работничког, а наредну је био члан Лијеткабелиса.
У сезони 2016/17. поново је бранио боје Вршца. У јуну 2017. је потписао за Шенчур. Након две сезоне у овом клубу, одлучује да заврши играчку каријеру.

## Репрезентација
Са кадетском репрезентацијом СР Југославије освојио је златну медаљу на Европском првенству 1997. у Белгији.

## Успеси

### Клупски
- Будућност:
  - Првенство Црне Горе (1): 2006/07.
  - Куп Црне Горе (1): 2007.
- Нимбурк:
  - Првенство Чешке (1): 2012/13.
  - Куп Чешке (1): 2013.
- Работнички:
  - Куп Македоније (1): 2015.

### Репрезентативни
- Европско првенство до 16 година:  1997.